# أوجين جوست
أوجين جوست (و. 1865 – 1946 م) هو مهندس معماري سويسري، ولد في فيفي، توفي في لوزان، عن عمر يناهز 81 عاماً.